# Cuộc chiến Con lợn
 Cuộc chiến con lợn đây là một cách gọi khoa trương có phần chế giễu mà lịch sử và đa phần các tác phẩm với nội dung liên quan đến sự kiện 1859 về việc tranh chấp lãnh thổ giữa Đế quốc Anh và Hoa Kỳ tại quần đảo San Juan. Trên thực tế sự kiện này chỉ có thể dừng lại ở đôi từ "cuộc xung đột", vì đỉnh điểm của sự kiện 1859 tại San Juan chỉ dừng lại ở việc 400 lính Mỹ đồn trú trên đảo San Juan và một tàu chiến Anh quốc neo đậu ngoài biển gần đảo San Juan, nhưng không có tiếng súng nào nổ ngoài phát súng được một công dân Mỹ bắn chết một con lợn, mà đó là nguyên nhân gây ra cuộc xung đột nói trên.

## Nguyên nhân

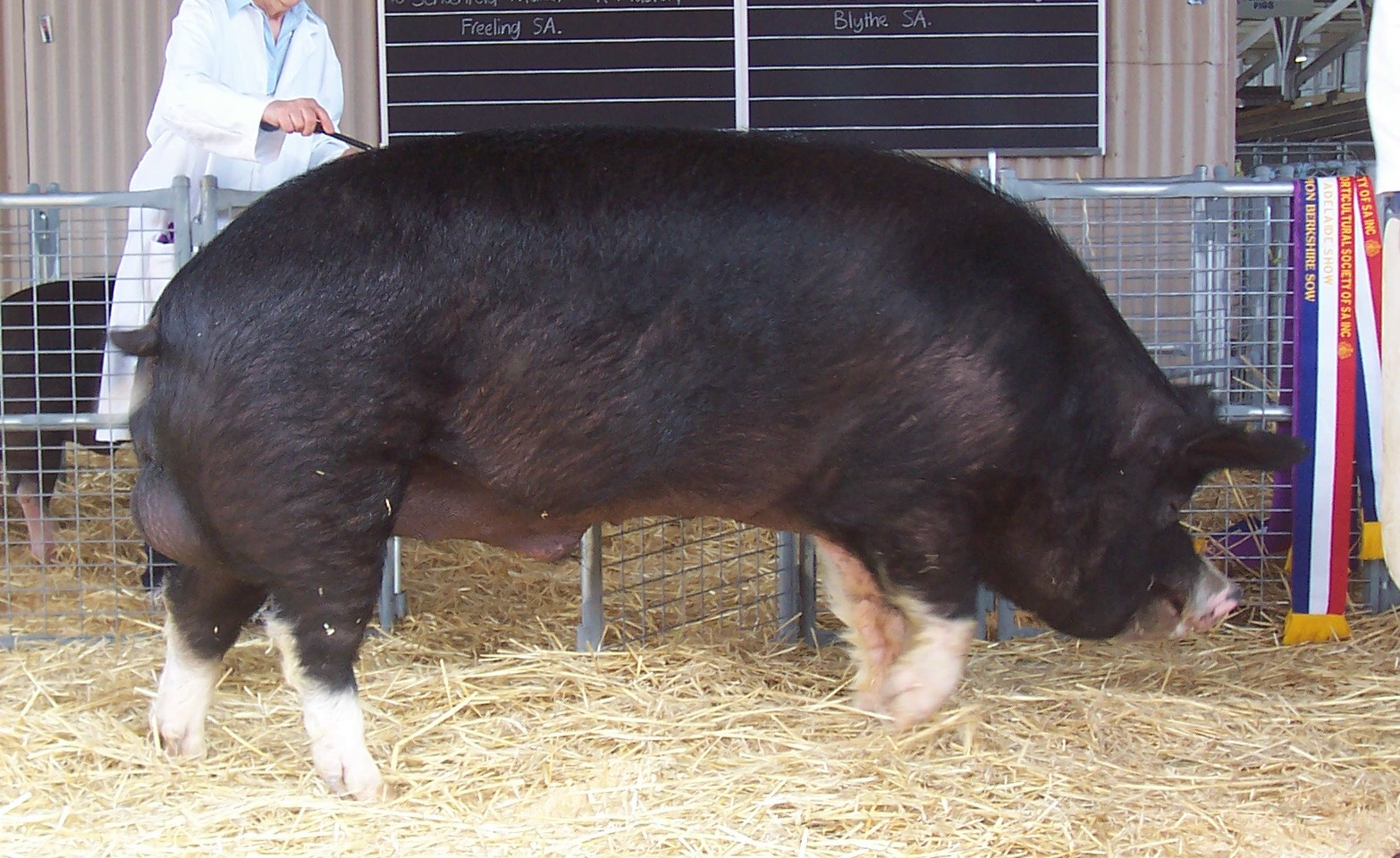
Một con lợn rừng Berkshire

Mất một thời gian khá dài và phức tạp để Đế quốc Anh và Hoa Kỳ có thể phân định được đường biên giới giữa thuộc địa Canada của Anh và vùng đất còn lại ở phía Tây Bắc của Mỹ giáp với thuộc địa này. Năm 1846, Hiệp ước Oregon được hai bên ký kết với việc đồng thuận của cả hai phía là lấy vĩ tuyến 49 làm đường biên giới. Theo đó thì đường biên giới chạy ngang qua eo biển Georgia ở phía Tây cho đến ra Thái Bình Dương, trong khi đó hai bên đều nhất trí rằng đảo Vancouver thuộc quyền sở hữu của Anh, nhưng hiệp ước không nói gì tới quần đảo San Juan, một quần đảo nằm phía Nam vĩ tuyến 49. Kết quả của việc đó là một cuộc tranh chấp biên giới giữa hai nước nổ ra, và có lúc dường như đã xảy ra xung đột và có thể là chiến tranh."

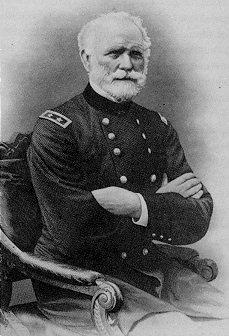
Tướng William Harney

Phần lãnh thổ tranh chấp duy nhất giữa Hoa Kỳ và Anh là quần đảo San Juan nằm trong vùng biển giữa Canada và vùng lãnh thổ Oregon. Anh và Mỹ đều tuyên bố những hòn đảo này thuộc chủ quyền của mình, cả hai nước đều có cư dân sinh sống ở đó. Năm 1853, đảo đã trực thuộc vùng đất Lãnh thổ Washington mới thành lập Vào ngày 15 tháng 6 năm 1859, một cư dân quốc tịch Mỹ trên đảo San Juan tên là Lyman Cutlar đã bắn chết một con lợn trong ruộng khoai tây nhà mình, nhưng đó là một con lợn của một cư dân Anh quốc cũng sống trên hòn đảo này. Nhà chức trách Anh đe doạ sẽ bắt giữ Cutlar nếu không chịu bồi thường, nhưng trên thực tế con lợn của Lyman Cutlar bắn hạ là một con lợn rừng Berkshire, và cuộc xung đột giữa hai bên bắt đầu từ việc một con lợn bị bắn chết.

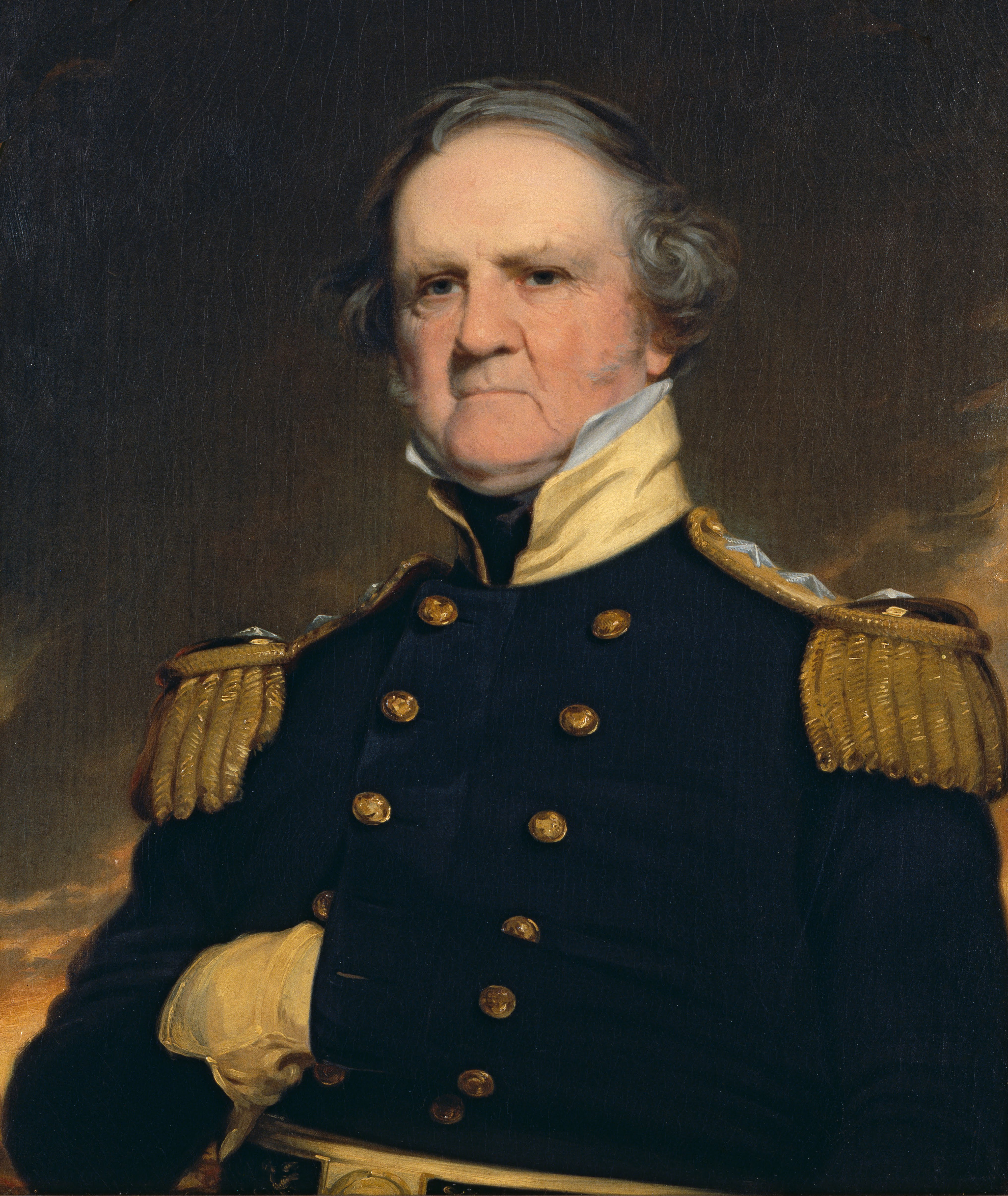
Tướng Winfield Scott

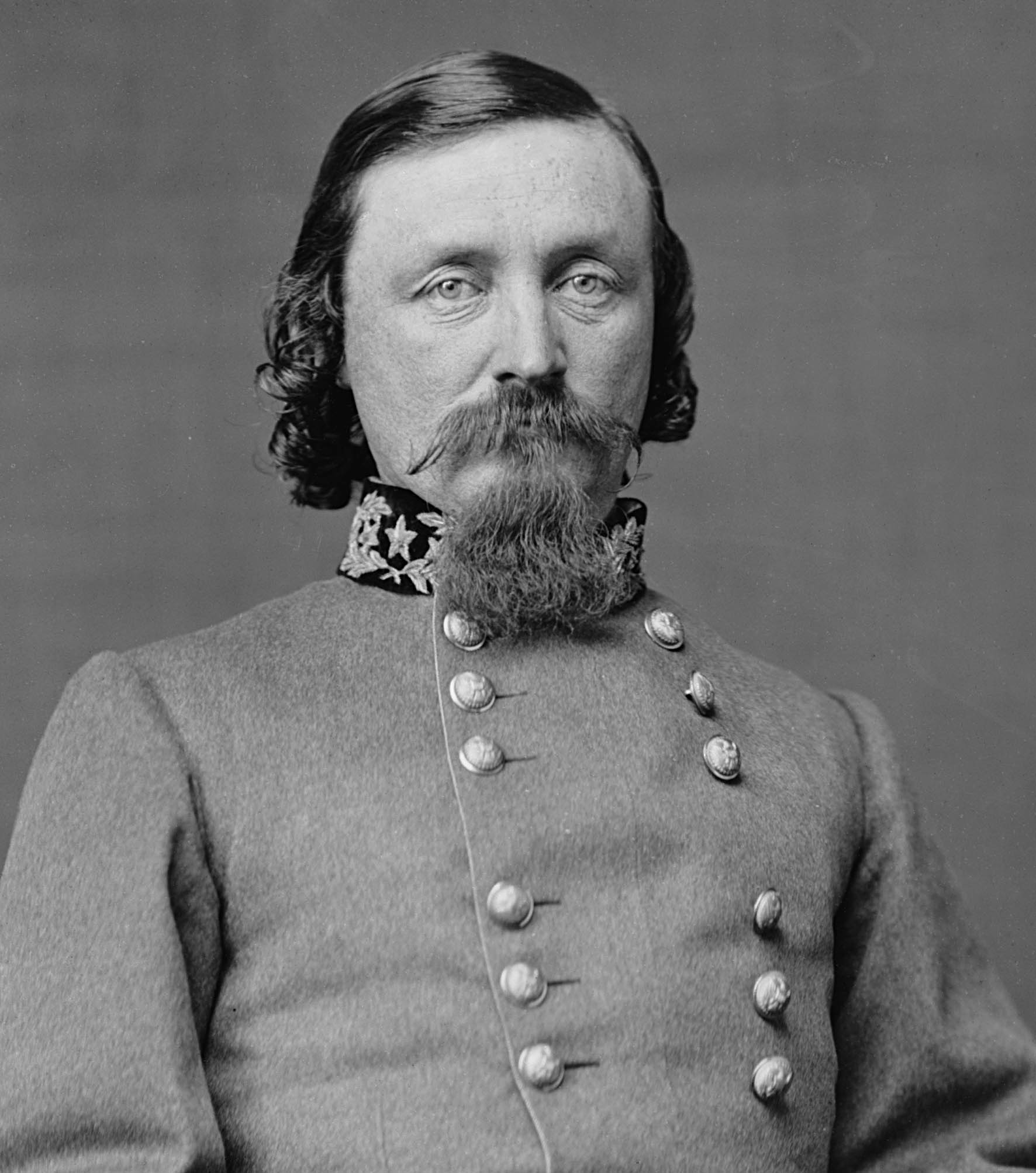
Đại uý George Pickett

## Diễn biến
Chính quyền Anh trên đảo San Juan ra quyết định nếu công dẫn Mỹ bắn chết con lợn phải bồi thường vì lỗi lầm của mình. Những cư dân Mỹ trên đảo liền cậy nhờ đến sự giúp đỡ của quân đội Mỹ nằm dưới sự chỉ huy của viên tướng hiếu chiến William Harney, ông ta đã cho cử đến hòn đảo này một đại đội thuộc trung đoàn bộ binh số 9. Đáp lại điều đó, viên Thống đốc Anh ở British Columbia cũng đã cử một chiếc thuyền chiến đến hòn đảo này. Tình hình trở nên vô cùng căng thẳng. Lực lượng 400 lính Hoa Kỳ đống chốt trên đảo, trong khi đó hạm đội thuyền chiến với hơn 2000 lính của Anh cũng sẵn sàng ở ngoài khơi đổ bộ lên đảo. Khả năng chiến tranh đã hiện hữu.

## Kết quả

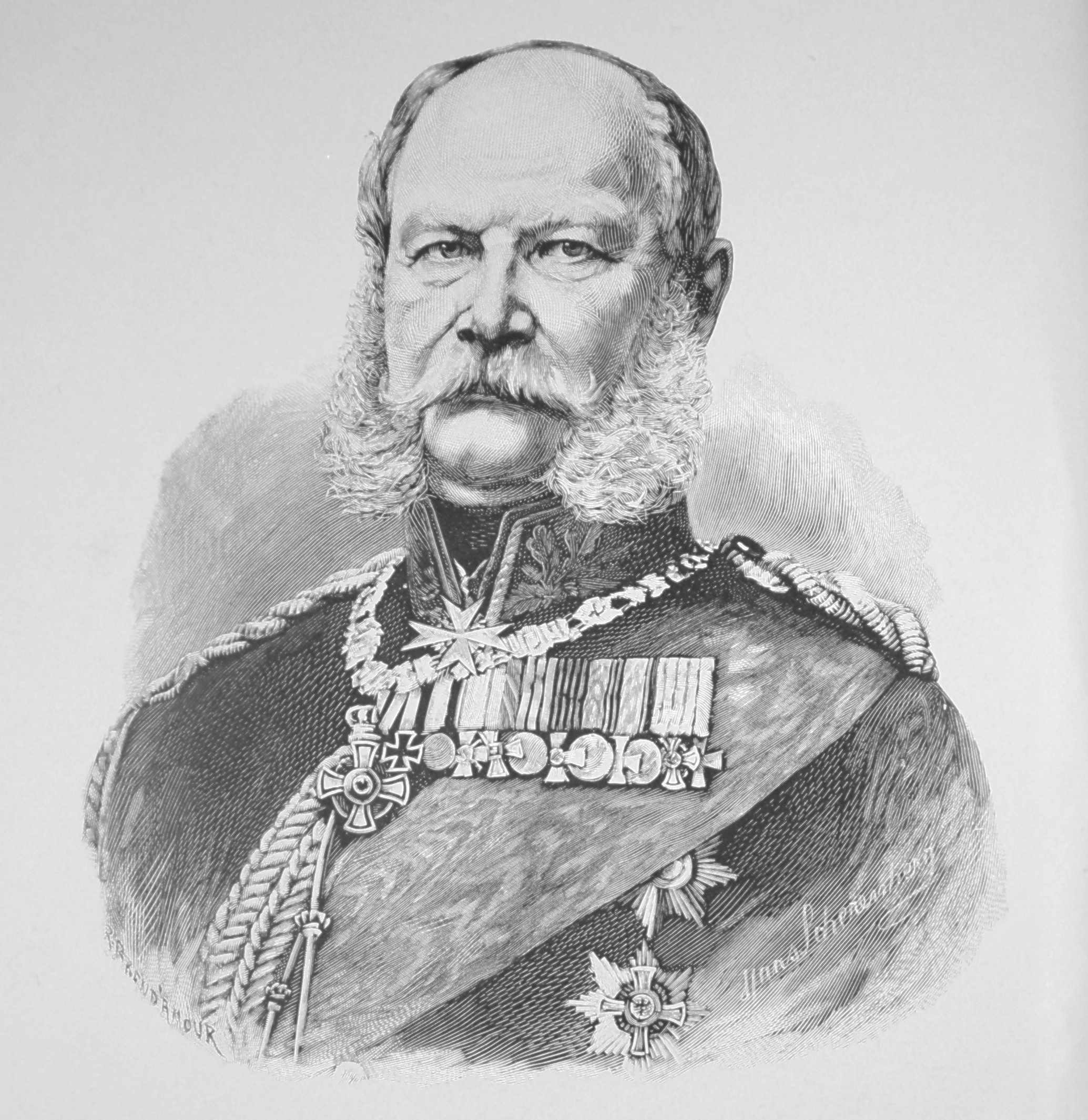
Hoàng đế Wilhelm I của Đức

Một điều may mắn là các sĩ quan Hải quân Anh không tuân lệnh viên Thống đốc là đổ bộ lên đảo nhằm tránh cuộc chiến đối đầu. Chính quyền Washington lo ngại việc những hành động giận dữ của cư dân trên đảo sẽ dẫn đến chiến tranh giữa hai quốc gia, nên đã cử tướng Winfield Scott, tư lệnh Quân đội Mỹ, tới để làm dịu tình hình. Cả hai nước thống nhất tạm thời sẽ cùng quản lý quần đảo, chấm dứt cuộc đối đầu quân sự.
Nếu một cuộc chiến tranh giữa Mỹ và Anh lại nổ ra thì thực sự sẽ rất tàn khốc, nhưng sự tàn khốc có thể chấp nhận được nếu đó là một cuộc chiến tranh giành độc lập mà người dân 13 bang thuộc địa Mỹ đã từng tiến hành để chống lại chính quyền hà khắc London để giành lại quyền tự quyết cho mình thì không gì phải bàn cãi, nhưng nếu máu của nhiều người phải đổ trên chiến trường với lý do vì một con lợn đã bị bắn chết thì đó thực sự là một điều điên rồ nhất trong lịch sử và mãi mãi sẽ bị hậu thế nguyền rủa, và may mắn thay điều tồi tệ đó không xảy ra. Và cả hai bên Anh và Mỹ phải thực sự biết ơn các viên sĩ quan trên hạm đội Anh quốc đã không tuân lệnh viên thống đốc Anh ở British Columbia đổ bộ lên đảo San Juan, chỉ cần lính Anh đổ bộ lên đảo là súng sẽ nổ và chiến tranh khó tránh khỏi, vì vị tướng hiếu chiến của quân đội Mỹ là William Harney đã ra chỉ thị "Chống lại mọi nỗ lực can thiệp của nhà chức trách Anh" và viên chỉ huy quân đội Mỹ được cử tới chốt tại đảo San Juan là đại uý George Pickett cũng phát biểu rằng "Chúng tôi sẽ biến hòn đảo này thành một đồi Bunker thứ hai".
Việc chấm dứt cuộc đối đầu quân sự làm cho các nhà chính trị hai nước thở phào nhẹ nhỏm, vì nếu chiến tranh xảy ra thì vô cùng khó lường, nhưng một cuộc chiến vì một con lợn bị bắn chết thì quả là một điều không thể tưởng tượng được trong lịch sử. Từ việc đối đầu bằng lưỡi lê và súng đạn, hai bên chuyển sang đối đầu nhau trên bàn ngoại giao, cuộc chiến tốn nhiều nước bọt kéo dài trong suốt 12 năm. Cho đến năm 1871 khi việc này được quyết định bởi vị hoàng đế Wilhelm I của Đức, khi hai nước chọn ông làm trọng tài cho cuộc đấu, và mọi chuyện tranh chấp cũng đã dừng lại vào năm 1872 với việc vị vua Đức này quyết định những điều có lợi cho Mỹ, đường biên giới được xác định tại eo biển Haro, tức là quần đảo thuộc về quyền quản lý của Hoa Kỳ.

## Trích nguồn
- http://en.wikipedia.org/wiki/San_Juan_Islands
- http://vi.wikipedia.org/wiki/Qu%E1%BA%A7n_%C4%91%E1%BA%A3o_San_Juan
- http://en.wikipedia.org/wiki/Pig_War
- The Greatest war stories never told (100 tales from military history to astonish, bewilder, and stupefy)_Rick Beyer

## Liên kết
- The Pig War, National Park Service
- The Pig War of San Juan Island Lưu trữ ngày 9 tháng 7 năm 2008 tại Wayback Machine
- Lyman Cutlar touches off Pig War between U.S. and Great Britain on ngày 15 tháng 6 năm 1859, HistoryLink.org